# Myles and Lenny
Myles et Lenny est un groupe de musique folk-pop canadien basé à Toronto, en Ontario actif au cours des années 1970.

## Histoire
Myles and Lenny est formé en 1969 par ses principaux membres, le guitariste Myles Cohen et le pianiste / violoniste Lenny Solomon (en) . En 1972, ils signent un contrat avec GRT Records. Ils sortent un single, Time to Know Your Friends. Le groupe est transféré à Columbia Records en 1974 et paraît dans plusieurs programmes de télévision tout en continuant à se produire en direct dans de petites salles. Le groupe sort un disque éponyme en 1975; l'album comprend le single du Top 20 canadien Can You Give it All to Me. 
Aux Juno Awards de 1976 (en), le groupe  remporte la victoire dans la catégorie du groupe le plus prometteur. Cependant, les ventes décevantes de leur deuxième album conduit à la disparition du groupe au milieu des années 1970. Cohen et Solomon ont depuis sorti séparément divers projets musicaux.

## Discographie

### Albums
- 1975 : Myles and Lenny (Columbia)
- 1975 : It Isn't the Same (Columbia)

### Singles
- Time to Know Your Friends[Quand ?]
- 1975 : Can You Give it All to Me[8]